# Frederick Wolters
Frederick Augustus "Fred" Wolters (San Francisco, SAD, 14. lipnja 1904. – San Leandro, SAD, 29. prosinca 1990.) je bivši američki hokejaš na travi. 
Osvojio je brončano odličje na hokejaškom turniru na Olimpijskim igrama 1932. u Los Angelesu. Odigrao je jedan susret na mjestu braniča.

## Vanjske poveznice
- Profil na Database Olympics